# Rio Magech

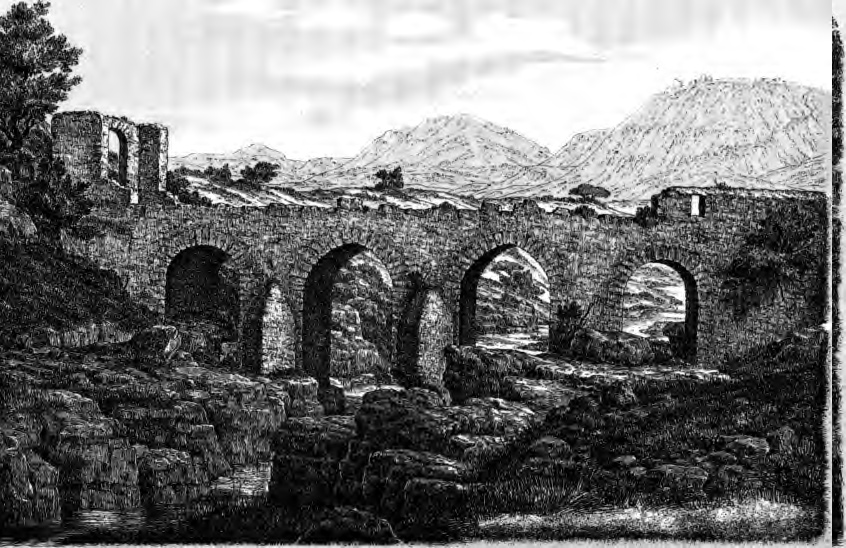
Uma das pontes antigas sobre o Magech construído durante o reinado de Fasilides.

O rio Magech é um curso de água rio da Etiópia. Passa próximo à cidade de Gondar, fluindo em seguida para o sul até ao lago Tana nas coordenadas 12° 16'10 "N37° 23'50 "E Tem como afluentes o rio Dmaza, o rio Lesser Angereb e o rio Ahyamezoriya.
Este rio é conhecido pelas duas duas pontes que foram construídos por Portugueses durante o reinado de Fasilides da Etiópia. Estas pontes são de cinco e três arcos e localizam-se próximas à cidade de Gondar.
Em 21 de Junho de 2007, o Banco Mundial aprovou um crédito da Associação de Desenvolvimento Internacional dos EUA, no valor de 100 milhões de Dolares para um projecto de Irrigação e Drenagem o rio Magech e o rio Reb, como parte da Iniciativa de desenvolvimento da Bacia do Nilo. Este projecto tem como objectivo aumentar a produção agrícola irrigada, o projecto proposto irá desenvolver gradativamente uma área total de 20.000 hectares.